# Espaon
Espaon – miejscowość i gmina we Francji, w regionie Oksytania, w departamencie Gers.
Według danych na rok 1990 gminę zamieszkiwało 161 osób, a gęstość zaludnienia wynosiła 18 osób/km² (wśród 3020 gmin regionu Midi-Pireneje Espaon plasuje się na 902. miejscu pod względem liczby ludności, natomiast pod względem powierzchni na miejscu 1170.).